# Montañas Pelion
Las montañas Pelion son una cordillera en el Parque nacional Cradle Mountain-Lake St. Clair, Tasmania, Australia.
La cadena lleva el nombre del Monte Pelión en Grecia. El sendero llamado Overland Track pasa por la cordillera a través del puerto de montaña de Pelion y, en consecuencia, varios picos son muy transitados por senderistas. La cadena cuenta con varias de las montañas más altas de Tasmania, incluido el pico más alto del estado, el Monte Ossa, con una elevación de 1,617 metros (5,305 pies) sobre el nivel del mar.
La cadena está compuesta principalmente de dolerita Jurásica.